# أبشانتشو
أبشانتشو هو مصاص دماء بوليفي أسطوري يتحول إلى شكل مسافر عجوز عاجز. عندما يعرض أحد المارة مساعدته، يضحيهم أبشانتشو ويشرب دمائهم.